# 湯川 (上田市)
湯川（ゆがわ）は、長野県上田市を流れる川で、信濃川水系の一級河川。

## 概要
上田市西部の塩田平を東に向かって流れ、上田市福田で産川に合流する。上流には別所温泉の温泉街がある。川沿いにため池が点在し、農業用水の水源として古くから利用されてきたことから、地元住民の水質に対する関心は高く、自主的に水質調査をするほどである。
BOD（生物化学的酸素要求量）は1987年（昭和62年）以降、3から4 mg/Lを推移している。しかし、それ以前は4から6 mg/Lと、上田市の基準値である3 mg/Lを上回っていた。温泉街や川沿いの住宅からの生活排水が流入していることが水質汚濁の原因であったことから、上田市の指導のもと、地域一丸となって排水処理に取り組んだ結果、改善に転じたのである。1995年（平成7年）には公共下水道の使用が開始され、1997年（平成9年）度末までに別所温泉街にあるすべての旅館が下水道に接続。流域の一般家庭についてもその86パーセントが下水道に接続している。